# Adrian Sutil
 (juin 2025).
Adrian Sutil est un pilote automobile allemand né le 11 janvier 1983 à Starnberg (Allemagne). Il a débuté en championnat du monde de Formule 1 en 2007 au sein de l'écurie Spyker F1 Team, écurie novice créée à la suite du rachat de l'équipe Midland F1 Racing pour laquelle il avait ponctuellement officié en 2006 en tant que pilote d'essais.
Il est détenteur du plus grand nombre de courses disputées (128) sans être monté sur le podium.

## Biographie

### Les débuts en sport automobile
Fils de musiciens renommés de Munich (son père, Jorge, Uruguayen, émigre en Allemagne à l'âge de 28 ans pour jouer du violon pour l’orchestre philharmonique de Munich et sa mère Monika est elle aussi musicienne), Adrian Sutil pourtant promis à une carrière de pianiste, fait ses premiers pas en sports mécaniques à 14 ans, en suivant son frère aîné dans les paddocks de karting. En 2002, il remporte le championnat suisse de Formule Ford 1 600 cm3 gagnant douze courses et signant douze pole positions en douze courses puis s'engage en championnat d'Allemagne de Formule BMW où il termine la saison en cinquième position. Adrian Sutil débute en compétition internationale en 2004 en championnat de Formule 3 Euro Series au sein du Team Kolles, l'écurie de Colin Kolles, son futur patron en Formule 1. Après une première saison discrète où il se classe dix-septième, il persévère dans la discipline mais désormais au sein de l'écurie ASM. Il devient vice-champion de la série en 2005, non sans avoir été dominé par son coéquipier Lewis Hamilton.
Après un hiver 2005-2006 au cours durant lequel il fait plusieurs apparitions en championnat A1 Grand Prix, Sutil rempile en Formule 3, en s'expatriant pour disputer le championnat du Japon, qu'il remporte. Parallèlement à cet engagement, il fait ses débuts en Formule 1 en officiant à trois reprises (au Nürbürgring, à Magny-Cours et à Suzuka) en tant que pilote d'essais pour Midland F1 Racing. Cette approche de la Formule 1 conduit à sa titularisation chez Spyker F1 Team, nouvelle écurie néerlandaise créée sur les cendres de Midland, pour la saison 2007.

### 2007: première saison en Formule 1 chez Spyker

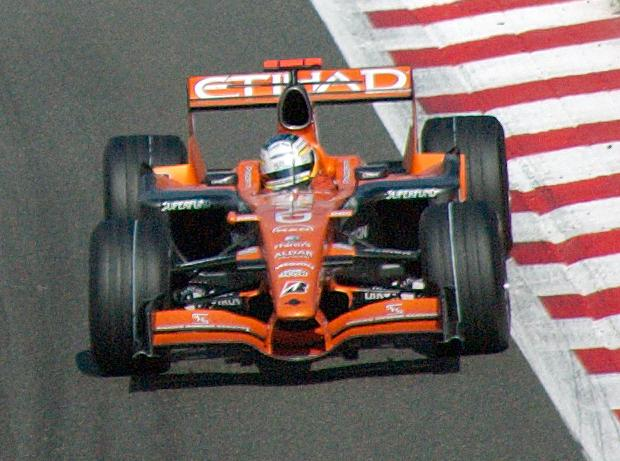
Adrian Sutil sur Spyker F8-VII au Grand Prix de Belgique 2007

Au volant de l'une des monoplaces les moins performantes du plateau bien qu'elle dispose d'un moteur Ferrari-client, Sutil fait un début de saison discret sur le plan des résultats mais néanmoins fracassant puisqu'il s'accroche par trois fois au départ lors de ses trois premières courses.
Il parvient peu à peu à impressionner les amateurs de Formule 1 en prenant régulièrement l'ascendant sur son coéquipier Christijan Albers. Il signe son premier résultat en réalisant, sous la pluie, le meilleur temps de la dernière séance d'essais libres du Grand Prix de Monaco. Sutil hausse régulièrement son niveau de pilotage au fur et à mesure du déroulement de la saison et ses prestations, notamment lors du Grand Prix de Belgique où il mène une course d'attaque le conduisant à doubler successivement Vitantonio Liuzzi, Jenson Button et Jarno Trulli, pilotes plus expérimentés que lui.
Il confirme ses performances lors du Grand Prix du Japon sur le circuit du Mont Fuji où, sous une pluie battante ayant provoqué de nombreux abandons, il finit neuvième sous le drapeau à damiers avant de se voir attribuer sur tapis vert la huitième place à la suite du déclassement de Vitantonio Liuzzi qui l'avait dépassé sous drapeau jaune. Sutil inscrit ainsi son premier point au championnat du monde et permet à son écurie de faire de même au championnat du monde des constructeurs. Un temps pressenti pour remplacer Ralf Schumacher chez Toyota F1 Team, Sutil conserve son baquet dans son écurie, désormais rebaptisée Force India depuis son rachat par Michiel Mol et Vijay Mallya pour le championnat du monde 2008.

### 2008-2011: En Formule 1 chez Force India

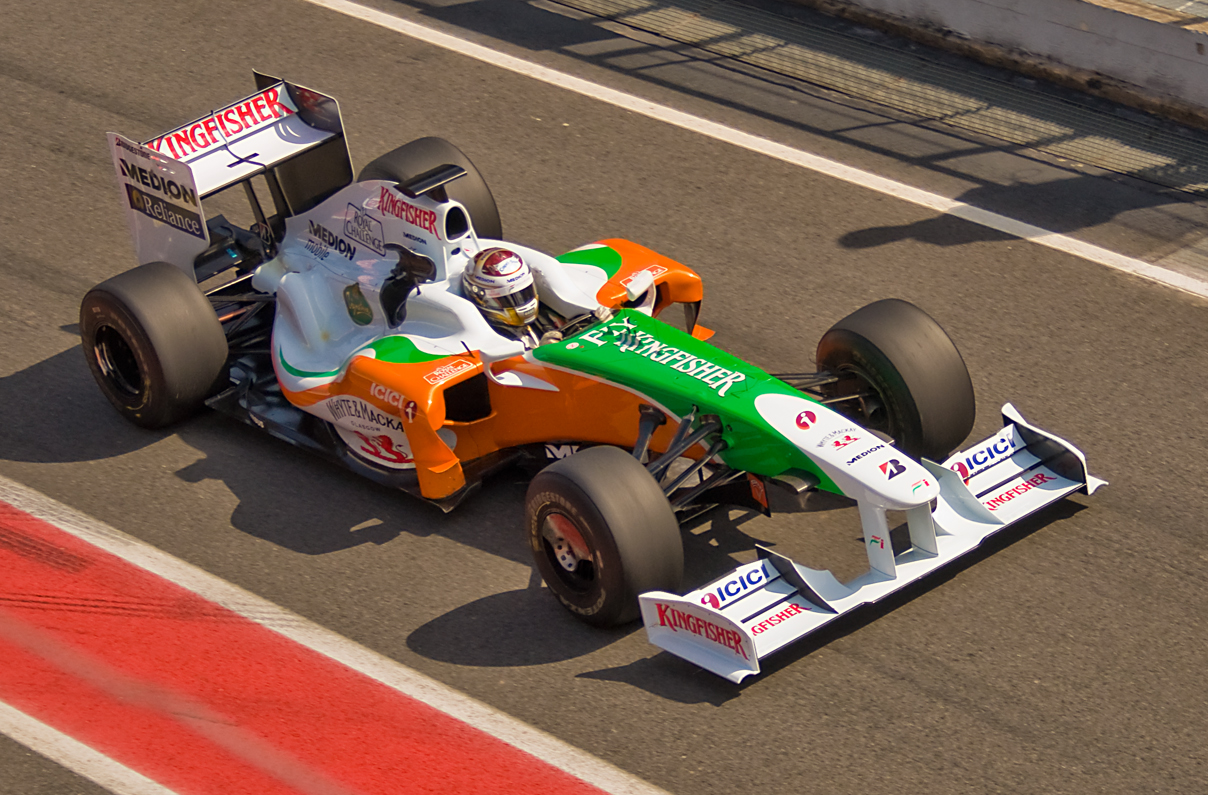
Adrian Sutil sur la Force India VJM02 en test d'intersaison sur le circuit de Barcelone en 2009

Rejoint chez Force India par Giancarlo Fisichella, Adrian Sutil connaît un début de saison difficile : non seulement sa monture, une simple évolution de la Spyker de l'année précédente, ne lui permet pas de quitter le fond de grille mais il est également dominé par le vétéran italien. Il fait parler de lui à l'occasion du Grand Prix de Monaco où, sous la pluie, il se hisse en quatrième position entre les Ferrari de Felipe Massa et Kimi Räikkönen. À six tours de l'arrivée, le pilote finlandais perd le contrôle de sa monoplace à la sortie du tunnel et le heurte à l'arrière, le contraignant à l'abandon. Il se distingue également lors du Grand Prix d'Italie où il réalise le meilleur temps de la première séance d'essais libres perturbée par de mauvaises conditions météorologiques et signe quelques belles prestations en fin de saison, notamment à Spa-Francorchamps et à Fuji.
En 2009, il fait un bon début de saison et termine neuvième en Australie à quelques centièmes des points. Il est sixième pendant plusieurs tours en Chine avant de partir à la faute au cinquantième tour. Il réalise le troisième temps de la seconde séance d'essais libres en Grande-Bretagne. En Allemagne, Sutil accède à Q3 pour la première fois de sa carrière et celle de Force India ; il se qualifie en septième position alors qu'il est le plus lourdement chargé en essence. Après avoir temporairement occupé la seconde place du Grand Prix, sa course est compromise par un incident avec Kimi Räikkönen qui le prive de ses premiers points de la saison. À Monza, Sutil marque ses premiers points avec Force India en finissant quatrième après s'être élancé de la deuxième place : c'est son meilleur classement en Formule 1. Il signe également son premier meilleur tour en course. Il ne marque pas d'autres points mais réalise de très belles performances en qualification, comme cette troisième place obtenue au Brésil, malheureusement suivie d'un accrochage avec Jarno Trulli dès le premier tour. Le 27 novembre 2009, il est confirmé en qualité de premier pilote pour 2010, associé à Vitantonio Liuzzi, remplaçant de Fisichella, parti chez Ferrari, depuis le Grand Prix d'Italie.
En 2010, Sutil entre régulièrement en séance Q3 en qualifications et marque ses premiers points de l'année lors de la troisième course, en Malaisie, où il termine cinquième. À partir du Grand Prix d'Espagne, cinquième manche de la saison, Sutil termine six courses de suite dans les points et, au Grand Prix de Belgique réédite sa meilleure performance de l'année en plaçant sa Force India à la cinquième place. Après treize courses, il pointe au neuvième rang du championnat avec 45 points. Il termine finalement onzième du championnat du monde avec 47 points après une difficile fin de saison.
Le 26 janvier 2011, Force India confirme la prolongation de son contrat pour 2011. Lors du premier Grand Prix, il finit neuvième à la suite du déclassement des deux Sauber. Peu après le Grand Prix de Chine, Adrian Sutil est impliqué dans un incident avec Éric Lux, coactionnaire de l'écurie Lotus Renault GP, qui dépose une plainte à la suite d'une agression physique ayant nécessité la pose de plus de vingt points de suture. Adrian Sutil s'est excusé pour l'incident qu'il décrit comme involontaire. En plus d'une plainte pénale, le pilote allemand pourrait faire l'objet d'une sanction de la part de la FIA. Il finit septième du Grand Prix de Monaco, neuvième en Europe, sixième en Allemagne, septième en Belgique, huitième à Singapour, neuvième en Inde et huitième à Abou Dabi, ce qui lui permet de pointer à la onzième place du championnat avec 34 points. Il signe la sixième place au Grand Prix du Brésil, dernière épreuve du championnat 2011, ce qui lui permet de passer devant Heidfeld et Petrov au championnat du monde, et de pointer à la neuvième place avec 42 points, réalisant ainsi sa meilleure saison, bien qu'il ait inscrit moins de points qu'en 2010.
Toutefois, il perd son volant lorsque Force India confirme Paul di Resta et Nico Hülkenberg comme titulaires pour 2012. D'autre part, à la suite de l'altercation avec Éric Lux survenue en marge du Grand Prix de Chine, la justice le condamne à une amende de 200 000 € et à dix-huit mois de prison avec sursis.

### 2013: Retour chez Force India
Après une année sur la touche, Sutil est confirmé chez Force India le 28 février, à nouveau aux côtés de Paul di Resta. Pour son retour, lors de la manche d'ouverture en Australie, il mène un Grand Prix pour la première fois de sa carrière et termine septième de la course. Il subit ensuite une petite baisse de forme jusqu'au Grand Prix de Monaco où il termine cinquième. Huitième des qualifications au Canada, il termine dixième après avoir été pénalisé par un passage par les stands pour ne pas avoir laissé passer Lewis Hamilton assez rapidement sous régime des drapeaux bleus. À Silverstone, il termine septième après avoir été longtemps en lutte pour le podium. En Allemagne, qualifié en quinzième position, il termine treizième. Il se classe treizième du championnat du monde des pilotes avec 29 points.

### 2014: Dernier défi avec Sauber

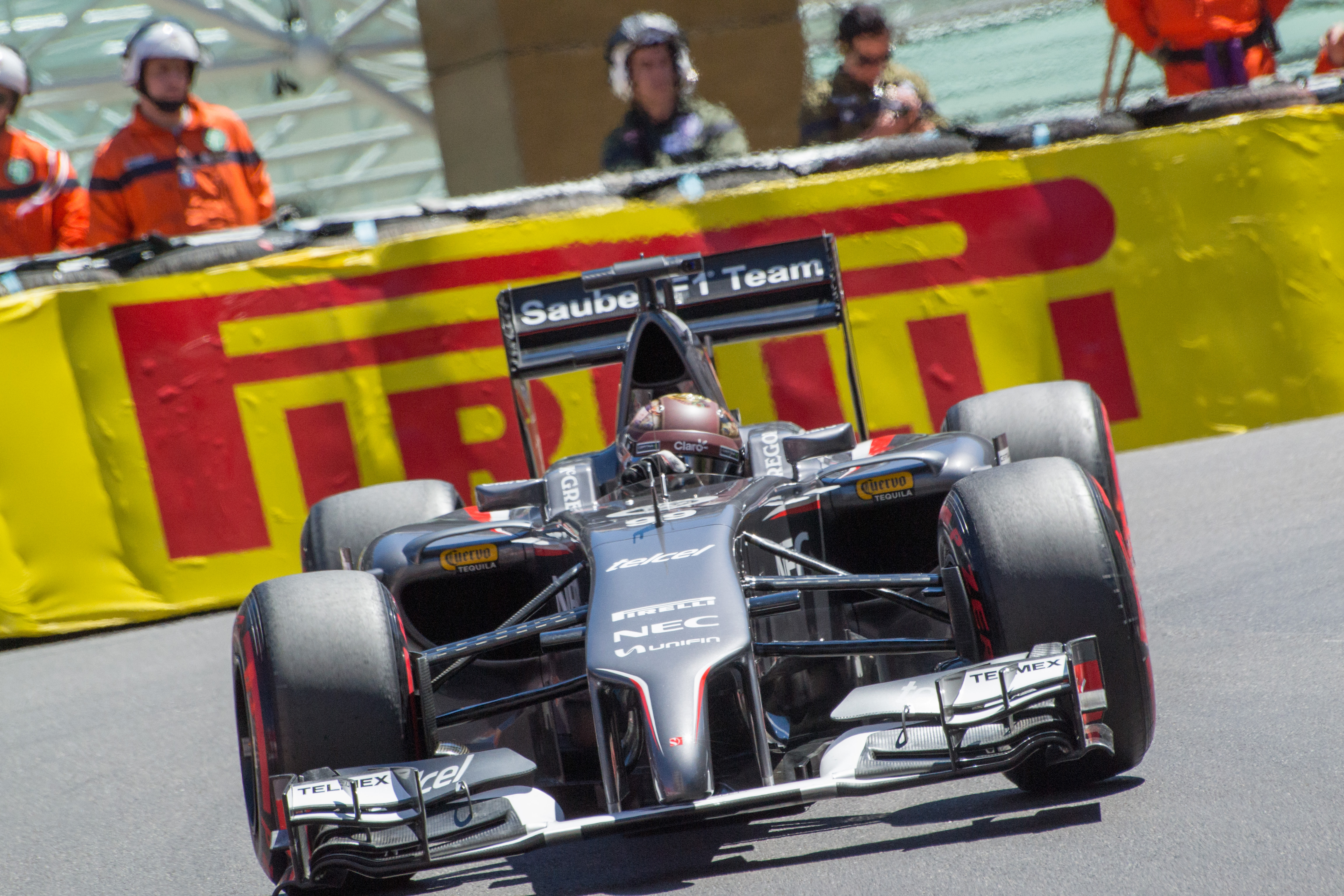
Adrian Sutil au Grand Prix automobile de Monaco 2014.

Le 13 décembre 2013, Sauber annonce l'arrivée d'Adrian Sutil comme pilote titulaire pour la saison 2014.
Pour la manche inaugurale, il s'élance de la treizième place et termine onzième. En Malaisie, il abandonne sur problème technique. Il s'accroche à Bahreïn puis abandonne à nouveau en Chine. Il termine seizième, devant son coéquipier, au Grand Prix d'Espagne. Lors du Grand Prix de Monaco, il abandonne après avoir commis une faute à la sortie du tunnel. Au Canada, en Grande-Bretagne et en Autriche, il termine treizième. Il abandonne lors de son Grand Prix national, puis en Hongrie, il manque d'inscrire son premier point de la saison en terminant onzième. En Belgique, il termine quatorzième.
Au Grand Prix du Japon, il sort de la piste au quarante-troisième tour et percute le muret de pneus. Un tour plus tard, Jules Bianchi sort au même endroit et percute la grue qui évacue la monoplace de Sutil. Bianchi gravement blessé à la tête, décède des suites de ses blessures le 17 juillet 2015.
Non retenu par Sauber à l'issue de la saison, il devient, en 2015, pilote de réserve Williams F1 Team.

## Parcours en sport automobile avant la Formule 1
- 2002 : Championnat de Suisse de Formule Ford 1600 : Champion.
- 2003 : Championnat d'Allemagne de Formule BMW : 5e.
- 2004 : Championnat Formule 3 Euro Series : 17e.
- 2005 : Championnat Formule 3 Euroseries : 2e.
- 2005 : A1 Grand Prix : 15e (équipe d'Allemagne).
- 2006 : Championnat du Japon de Formule 3 : Champion.

## Résultats en championnat du monde de Formule 1
- 124 points marqués.
- 1 départ en première ligne.
- 1 meilleur tour en course.
- 11 tours en tête.
- 4 721 tours parcourus.
- 23 796 km parcourus.
- 39 abandons.
- Débuts en Grand Prix le 18 mars 2007 au Grand Prix d'Australie 2007 - 17e.

| Saison | Écurie                      | Châssis         | Moteur              | Pneus       | GP disputés | Victoires | Pole positions | Podiums | Records du tour | Dans les points | Abandons | Points inscrits | Classement |
| ------ | --------------------------- | --------------- | ------------------- | ----------- | ----------- | --------- | -------------- | ------- | --------------- | --------------- | -------- | --------------- | ---------- |
| 2007   | Etihad Aldar Spyker F1 Team | F8-VII F8-VII-B | Ferrari 056 V8      | Bridgestone | 17          | 0         | 0              | 0       | 0               | 1               | 8        | 1               | 19e        |
| 2008   | Force India F1 Team         | VJM01           | Ferrari 056 V8      | Bridgestone | 18          | 0         | 0              | 0       | 0               | 0               | 11       | 0               | 20e        |
| 2009   | Force India F1 Team         | VJM02           | Mercedes FO 108W V8 | Bridgestone | 17          | 0         | 0              | 0       | 1               | 1               | 5        | 5               | 17e        |
| 2010   | Force India F1 Team         | VJM03           | Mercedes FO 108X V8 | Bridgestone | 19          | 0         | 0              | 0       | 0               | 9               | 3        | 47              | 11e        |
| 2011   | Force India F1 Team         | VJM04           | Mercedes FO 108Y V8 | Pirelli     | 19          | 0         | 0              | 0       | 0               | 9               | 2        | 42              | 9e         |
| 2013   | Force India F1 Team         | VJM06           | Mercedes FO 108Z V8 | Pirelli     | 19          | 0         | 0              | 0       | 0               | 8               | 6        | 29              | 13e        |
| 2014   | Sauber F1 Team              | C33             | Ferrari 058 V6      | Pirelli     | 19          | 0         | 0              | 0       | 0               | 0               | 8        | 0               | 18e        |